# Stabilisierungs- und Assoziierungsabkommen

Westbalkan: Inkrafttreten des SAA

Es ist Praxis der Europäischen Union, mit Staaten, die eine Mitgliedschaft in der EU anstreben, zunächst ein Stabilisierungs- und Assoziierungsabkommen (englisch Stabilisation and Association Agreement, SAA) abzuschließen. Dadurch werden die rechtlichen und wirtschaftlichen Grundlagen des jeweiligen Staates den Standards der Europäischen Union angeglichen (Assoziierungsabkommen). Ziel des SAA ist es, die nötige Stabilität in dem zwischenstaatlichen Verhältnis zu erreichen, die die Voraussetzung für einen Beginn von Beitrittsgesprächen ist. Durch das Abkommen sollen „unangenehme Überraschungen“, wie wirtschaftliche Schocks im Hinblick auf die zukünftige Marktintegration mit dem europäischen Binnenmarkt bzw. Rückschritte wirtschaftlicher oder politischer Art in den assoziierten Staaten vermieden werden.

## Hintergrund
Im Rahmen des Stabilisierungs- und Assoziierungsabkommens werden Vorgaben gesetzt, welche die Staaten in einem gewissen Zeitrahmen erreichen müssen. Die zukünftigen Beitrittskandidaten können auch einzelne Quoten bzw. Erleichterungen für Produktexporte in die EU, wie auch aus der EU, festlegen. Üblicherweise wird rasch eine Zollunion mit der EU gebildet. Aus diesem Grund wird das SAA auch als Vorstufe des eigentlichen EU-Beitritts bezeichnet.
Kroatien und Mazedonien zählten 2001 zu den ersten Kandidatenländern, welche ein Stabilisierungs- und Assoziierungsabkommen mit der EU unterzeichnet haben. 2006 wurde ein Abkommen mit Albanien unterzeichnet, am 15. März 2007 auch mit Montenegro. Bosnien-Herzegowina und Serbien unterschrieben beide Mitte 2008. Serbiens Verhandlungen wurden allerdings im Mai 2006 auf Grund fehlender Kooperation (in Bezug auf die Auslieferung von Ratko Mladić an das Kriegsverbrechertribunal in Den Haag) ausgesetzt und erst ein Jahr später wieder aufgenommen. Die Unterzeichnung des Abkommens durch den serbischen Präsidenten Boris Tadić fand schließlich (unter Auflagen) am 29. April 2008 statt. Die Unterzeichnung mit Bosnien fand am 16. Juni 2008 statt, nachdem der Balkanstaat die von der EU geforderte Polizeireform im April 2008 umgesetzt hatte. Eine Unterzeichnung ist nicht gleichzusetzen mit dem Inkrafttreten des SAA. Denn erst ab dem Inkrafttreten besteht eine vertragliche Bindung mit allen Rechten, Pflichten und finanziellen Transfers zwischen der EU an dem potentiellen Beitrittskandidaten.
Die Beitrittsländer des Jahres 2004 schlossen mit der EU ein sogenanntes Europaabkommen, ein Instrument, das inzwischen durch das Stabilisierungs- und Assoziierungsabkommen ersetzt wurde.
Der Stabilitätspakt wurde 2008 zum Kooperationsrat für Südosteuropa umgewandelt.

## Ziel und Zweck
Ziel und Zweck der Stabilisierungs- und Assoziierungsabkommen ist ein Vertragsverhältnis zwischen den Staaten, welche eine Mitgliedschaft in der Europäischen Union anstreben und der EU selbst. Dieses Vertragsverhältnis spiegelt eine EU-Beitrittsperspektive wider und soll damit als Katalysator für hierzu notwendige Änderungen dienen. Um Änderungen auf Seite des beitrittswilligen Staates zu ermöglichen oder zu beschleunigen, gibt es neben der Beitrittsperspektive auch finanzielle Unterstützung seitens der EU im Rahmen des Instruments für Heranführungshilfe (IPA-Programm).

## Inhalt
- Politischer Dialog
- Freihandel
- Freier Kapital-, Arbeits- und Dienstleistungsverkehr
- Anpassung des Rechts- und Wirtschaftskaders an den acquis communautaire
- Rechtsprechung und interne Angelegenheiten (Kooperation mit dem Kriegsverbrechertribunal)
- Regionale Kooperation

## Gegenwärtiger Stabilisierungs- und Assoziierungsprozess
| Ereignis                    | Kroatien               | Nordmazedonien         | Albanien               | Montenegro 1           | Bosnien und Herzegowina | Serbien 1              | Kosovo (UNSCR 1244) 2 |
| --------------------------- | ---------------------- | ---------------------- | ---------------------- | ---------------------- | ----------------------- | ---------------------- | --------------------- |
| Start der SAA-Verhandlungen | 24.11.2000             | 5.4.2000               | 31.1.2003              | 10.10.2005             | 25.11.2005              | 10.10.2005             | 28.10.2013            |
| SAA initialisiert           | 14.5.2001              | 24.11.2000             | 28.2.2006              | 15.3.2007              | 4.12.2007               | 7.11.2007              | 25.7.2014             |
| SAA unterzeichnet           | 29.10.2001             | 9.4.2001               | 12.6.2006              | 15.10.2007             | 16.6.2008               | 29.4.2008              | 27.10.2015            |
| Ratifiziert durch:          |                        |                        |                        |                        |                         |                        |                       |
| SAA-Staat                   | 30.1.2002              | 27.4.2001              | 9.11.2006              | 13.11.2007             | 26.2.2009               | 9.9.2008               | 2.11.2015             |
| Belgien                     | 17.12.2003             | 29.12.2003             | 22.10.2008             | 29.3.2010              | 29.3.2010               | 20.3.2012              | -                     |
| Bulgarien                   | trat der EU später bei | trat der EU später bei | trat der EU später bei | 30.5.2008              | 13.3.2009               | 16.7.2010              | -                     |
| Dänemark                    | 8.5.2002               | 10.4.2002              | 24.4.2008              | 25.6.2008              | 26.5.2009               | 4.3.2011               | -                     |
| Deutschland                 | 18.10.2002             | 20.6.2002              | 19.2.2009              | 15.5.2009              | 14.8.2009               | 24.2.2012              | -                     |
| Estland                     | trat der EU später bei | trat der EU später bei | 17.10.2007             | 22.11.2007             | 11.9.2008               | 19.8.2010              | -                     |
| Finnland                    | 6.1.2004               | 6.1.2004               | 29.11.2007             | 18.3.2009              | 7.4.2009                | 21.10.2011             | -                     |
| Frankreich                  | 4.6.2003               | 4.6.2003               | 12.2.2009              | 30.7.2009              | 10.2.2011               | 16.1.2012              | -                     |
| Griechenland                | 27.8.2003              | 27.8.2003              | 26.2.2009              | 4.3.2010               | 20.9.2010               | 10.3.2011              | -                     |
| Irland                      | 6.5.2002               | 6.5.2002               | 11.6.2007              | 4.6.2009               | 4.6.2009                | 29.9.2011              | -                     |
| Italien                     | 6.10.2004              | 30.10.2003             | 7.1.2008               | 13.10.2009             | 8.9.2010                | 6.1.2011               | -                     |
| Kroatien                    | trat der EU später bei | trat der EU später bei | trat der EU später bei | trat der EU später bei | trat der EU später bei  | trat der EU später bei | -                     |
| Lettland                    | trat der EU später bei | trat der EU später bei | 19.12.2006             | 17.10.2008             | 12.11.2009              | 30.5.2011              | -                     |
| Litauen                     | trat der EU später bei | trat der EU später bei | 17.5.2007              | 4.3.2009               | 4.5.2009                | 26.06.2013             | -                     |
| Luxemburg                   | 1.8.2003               | 28.7.2003              | 4.7.2007               | 11.6.2009              | 22.12.2010              | 21.1.2011              | -                     |
| Malta                       | trat der EU später bei | trat der EU später bei | 21.4.2008              | 11.12.2008             | 7.1.2010                | 6.7.2010               | -                     |
| Niederlande                 | 30.4.2004              | 9.9.2002               | 10.12.2007             | 29.1.2009              | 30.9.2009               | 27.2.2012              | -                     |
| Österreich                  | 15.3.2002              | 6.9.2002               | 21.5.2008              | 4.7.2008               | 4.9.2009                | 13.1.2011              | -                     |
| Polen                       | trat der EU später bei | trat der EU später bei | 14.4.2007              | 6.2.2009               | 7.4.2010                | 13.1.2012              | -                     |
| Portugal                    | 14.7.2003              | 14.7.2003              | 11.7.2008              | 23.9.2008              | 29.6.2009               | 4.3.2011               | -                     |
| Rumänien                    | trat der EU später bei | trat der EU später bei | trat der EU später bei | 15.1.2009              | 8.1.2010                | 22.5.2012              | -                     |
| Schweden                    | 27.3.2003              | 25.6.2002              | 21.3.2007              | 11.3.2009              | 14.9.2009               | 15.4.2011              | -                     |
| Slowakei                    | trat der EU später bei | trat der EU später bei | 20.7.2007              | 29.7.2008              | 17.3.2009               | 11.11.2010             | -                     |
| Slowenien                   | trat der EU später bei | trat der EU später bei | 18.1.2007              | 7.2.2008               | 10.3.2009               | 7.12.2010              | -                     |
| Spanien                     | 4.10.2002              | 4.10.2002              | 3.5.2007               | 12.3.2009              | 15.6.2010               | 21.6.2010              | -                     |
| Tschechien                  | trat der EU später bei | trat der EU später bei | 7.5.2008               | 19.2.2009              | 23.7.2009               | 28.1.2011              | -                     |
| Ungarn                      | trat der EU später bei | trat der EU später bei | 23.4.2007              | 14.5.2008              | 22.10.2008              | 16.11.2010             | -                     |
| Vereinigtes Königreich      | 3.9.2004               | 17.12.2002             | 16.10.2007             | 12.1.2010              | 20.4.2010               | 11.8.2011              | -                     |
| Zypern                      | trat der EU später bei | trat der EU später bei | 30.5.2008              | 20.11.2008             | 2.7.2009                | 26.11.2010             | -                     |
| Europäische Union           | 21.12.2004             | 25.2.2004              | 26.2.2009              | 29.3.2010              | 30.4.2015               | 22.7.2013              | 12.2.2015             |
| Inkrafttreten des SAA       | 1.2.2005               | 1.4.2004               | 1.4.2009               | 1.5.2010               | 1.6.2015                | 1.9.2013               | 1.4.2016              |
| EU-Beitritt (SAA beendet)   | 1.7.2013               |                        |                        |                        |                         |                        |                       |